# بابنا بوليكا
بابنا بوليكا هي قرية صغيرة جنوب شرقستاري ترغ بري لوزو في بلدية لوسكا دولينا في منطقة كارنيولا الداخلية في سلوفينيا. 

## التسمية
تم ذكر بابنا بوليكا في المصادر التاريخية باسم بولز في عام 1327، وبويلش في عام 1355، وبابنفيلدر بولتز في عام 1384، من بين تهجئات أخرى. 

## الكنيسة
الكنيسة المحلية الواقعة على الحافة الشمالية للمستوطنة مخصصة للقديس أنطونيوس الناسك وتنتمي إلى أبرشية ستاري ترغ. وقد ذُكرت لأول مرة في مصادر مكتوبة يرجع تاريخها إلى عام 1403. يشير التاريخ الموجود على إطار الباب، 1589، إلى إعادة بناء الكنيسة الأصلية في أواخر القرن السادس عشر. يعود تاريخ المذبح الرئيسي إلى عام 1716. 